# Чумаево
Чумаево — село в Камешкирском районе Пензенской области России, административный центр Чумаевского сельсовета.

## География
Расположено на берегу речки Чумаевка в 18 км на юго-запад от районного центра села Русский Камешкир.

## История
В документе под 1693 г. – мордовская деревня Сюмаево. Первые жители – переселенцы из Алаторского уезда в целях строительства пензенско-сызранской оборонительной линии. В 1709 г. – «деревня Чюмаева на речке Сюмаеве», 65 дворов ясачной мордвы, платили подати с 26-ти ясаков, душ мужского пола – 149, женского – 93; в 1718 – 65 дворов, душ мужского пола – 145, женского – 175. В 1748 г. – д. Чумаева ясачной некрещеной мордвы Узинского стана Пензенского уезда, 265 ревизских душ. В 1754 г. после крещения жителей села построен храм во имя Михаила Архангела. В 1795 г. – село Архангельское, Чумаево тож, казенных крестьян, 140 дворов 388 ревизских душ. Крестьяне жили бедно: в 1900 г. сумма недоимок по всем сборам составляла 14935 руб. 65 коп., или на десятину надельной земли – 3 руб. 85 коп. В 1902 г. работала земско-общественная (на средства земства и крестьянского общества) школа, 77 мальчиков, 14 девочек, учительница, законоучитель; 1902 г. окончили курс обучения 10 мальчиков. До 1920-х гг. – село Пылковской волости Петровского уезда Саратовской губернии. В 1877 г. – 212 дворов, церковь, 2 ветряные мельницы, столярная мастерская. В 1911 г. – 349 дворов, 2 церкви (старая и новая), земская школа.
С 1928 года село являлось центром сельсовета Камешкирского района Кузнецкого округа Средне-Волжской области (с 1939 года — в составе Пензенской области). В 1955 г. – центральная усадьба колхоза имени Кирова. В 1980-е гг. – центральная усадьба совхоза «Бояровский». 

## Население
| 1709  | 1718  | 1748  | 1795  | 1859  | 1877  | 1884  |
| ----- | ----- | ----- | ----- | ----- | ----- | ----- |
| 242   | ↗320  | ↗530  | ↗776  | ↗1219 | ↗1503 | ↗1661 |
| 1897  | 1902  | 1911  | 1914  | 1921  | 1926  | 1930  |
| ↗1921 | ↗2328 | ↗2511 | ↗2682 | ↗3401 | ↘2542 | ↘2394 |
| 1939  | 1959  | 1979  | 1989  | 1996  | 2002  | 2010  |
| ↘1970 | ↘1890 | ↘1389 | ↘1118 | ↘1035 | ↘904  | ↘764  |

## Инфраструктура
В селе имеются Чумаевский филиал МБОУ «Средняя общеобразовательная школа с. Старый Чирчим», дом культуры, участковая больница, отделение почтовой связи.